# Керр, Дебора
Дебора Керр (англ. Deborah Kerr, 30 сентября 1921 — 16 октября 2007) — британская актриса, обладательница премии «Золотой глобус» за фильм «Король и я», а также почётных премий «Оскар», BAFTA и награды Каннского кинофестиваля.
Дебора шесть раз номинировалась на «Оскар» как «Лучшая актриса», но ни разу не выиграла в этой номинации. Тем не менее в 1994 году Американская киноакадемия вручила ей почётную статуэтку «Оскара» за «Достижения всей жизни».
Шотландское произношение её фамилии звучит подобно англ. care, но когда она начала свою карьеру в Голливуде продюсерами было решено, что её фамилия должна произноситься как англ. car. Для того, чтобы избежать неразберихи, Луис Б. Майер даже придумал поговорку «Kerr rhymes with Star!».

## Биография

### Юные годы
Дебора Джейн Керр-Триммер (англ. Deborah Jane Kerr-Trimmer) родилась в шотландском городе Хеленсборо. Она была единственной дочерью в семье Кэтлин Роуз (урожд. Смэйл) и капитана Артура Чарльза Керр-Триммера, пилота и ветерана Первой мировой войны, ставшего позже архитектором и инженером.
Первоначально Дебора занялась балетом и в 1938 году некоторое время выступала в лондонском театре «Сэдлерс Уэллз». Но затем она решила посвятить себя актёрскому искусству и благодаря своей тёте Филлис Смэйл, которая в то же время была для неё первой учительницей актёрского мастерства, поступила в Драматическую школу в Бристоле.

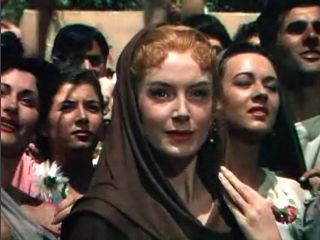
В фильме «Камо грядеши» (1951)

### Карьера
Её дебют состоялся в британском фильме «Контрабанда» в 1940 году, но эта роль была очень маленькая, и в титрах её не указали. Последующие годы способствовали развитию её карьеры за счёт новых, более заметных ролей. В 1947 году, после роли в фильме «Чёрный нарцисс», Дебора привлекла к себе внимание голливудских продюсеров. Фильм был очень популярен в Великобритании и США, и Керр удостоилась за роль в нём «Премии нью-йоркских кинокритиков» как «Лучшая актриса года». Этот фильм также открыл для Деборы Голливуд. Там её британский акцент и холодная внешность способствовали тому, что она часто воплощала на экранах английских дам в представлении американской публики.
1953 год принёс Деборе вторую номинацию на премию «Оскар» за «Лучшую женскую роль» в фильме «Отныне и во веки веков» (первую она получила в 1949 году за роль в фильме «Эдвард, мой сын»). Хотя награда ей так и не досталась, сцена из фильма, где Керр и Берт Ланкастер занимаются любовью на гавайском пляже среди морских волн, позже была признана Американским институтом киноискусства одной из лучших сцен в истории кино, а сам фильм включён в сотню Самых романтических фильмов всех времён.
Далее последовали не менее успешные роли в таких фильмах как «Конец романа» (1955), «Король и я» (1956), «Бог знает, мистер Аллисон» (1957), «За отдельными столиками» (1958) и многих других.
В 1969 году на экраны вышел фильм «Мотыльки на ветру», в котором Дебора, единственный раз в своей карьере, снялась обнажённой в любовной сцене. Но вскоре, обеспокоенная этим, Керр оставила съёмки в кино, посвятив себя работе в театре и на телевидении.

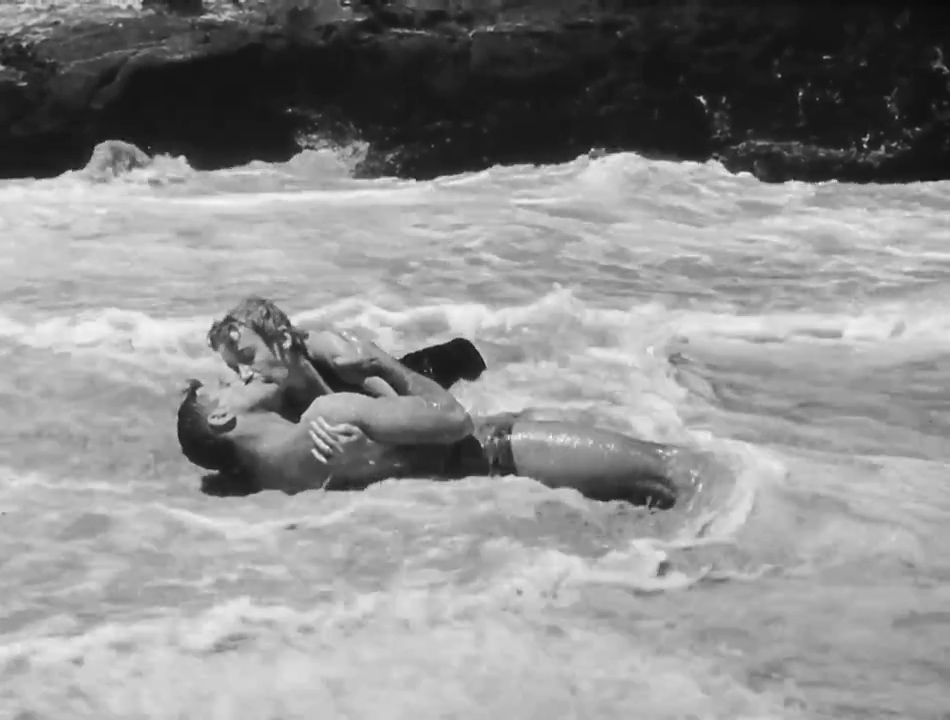
С Бертом Ланкастером в фильме «Отныне и во веки веков» (1953)

Театральным дебютом для Деборы стала бродвейская пьеса «Чай и симпатия» в 1953 году, за роль в котором она была номинирована на премию «Тони». В 1955 году Дебора получила «Премию Сары Сиддонс» за исполнение этой роли в театре в Чикаго во время национального турне пьесы. Позже, в 1956 году, Керр сыграла эту роль в экранизации этой постановки, режиссёром которой был Винсент Миннелли. В 1975 году Дебора вернулась на Бродвей в пьесе Эдварда Олби «Морской пейзаж».
Дебора возродила свою актёрскую карьеру на телевидении в начале 1980-х годов, когда сыграла роль медсестры Плимсолл в фильме «Свидетель обвинения». В 1984 году она сыграла постаревшую Эмму Харт в мини-сериале «Женский характер», роль которой принесла ей номинацию на премию «Эмми».

## Награды
В 1998 году Дебора Керр была назначена Командором Британской империи, но была не в состоянии вступить в звание лично из-за проблем со здоровьем. Она также, за свой вклад в развитие киноиндустрии, была удостоена именной звезды на Голливудской аллее славы по Вайн-стрит 1709.
Керр шесть раз номинировалась на «Оскар» как «Лучшая актриса» за фильмы «Эдвард, мой сын» (1949), «Отныне и во веки веков» (1953), «Король и я» (1956), «Бог знает, мистер Аллисон» (1957), «За отдельными столиками» (1958) и «На закате дня» (1960).
Она также четыре раза выдвигалась на премию «BAFTA» как «Лучшая британская актриса» за фильмы «Конец романа» (1955), «Чай и симпатия» (1956), «На закате дня» (1960) и «Меловой сад» (1964).
Хотя Дебора никогда не завоёвывала премий «BAFTA», «Оскар» и награды Каннского кинофестиваля в конкурентоспособной категории, все три киноакадемии вручили ей почётные награды. В 1984 году она была удостоена премии Каннского кинофестиваля, в 1991 году получила специальную премию «BAFTA», а в 1994 году «Почётного Оскара».

## Личная жизнь
Первый раз Дебора вышла замуж за командира эскадры Королевских ВВС Энтони Бартли 29 ноября 1945 года. У них было две дочери, Мелани (род. 1945) и Франческа (род. 1947). Но брак не был успешным, и, в конечном итоге, постоянная ревность Бартли и частые отъезды Деборы на съёмки привели к разводу в 1959 году. Её вторым супругом стал писатель Питер Виртел. Их брак был заключён 23 июля 1960 года и продлился до её смерти.
С 1992 года Дебора была членом «Национального общества за чистый воздух и защиту окружающей среды» (NSCA).
Хотя Дебора постоянно жила в Клостерсе в Швейцарии, либо в Марбелье в Испании, она всё же решила вернуться в Великобританию ближе к своим детям из-за ухудшающегося здоровья. Дебора Керр умерла 16 октября 2007 года от болезни Паркинсона в возрасте 86 лет в деревне Боутсдейл, графство Саффолк, Великобритания. Её муж тем не менее продолжал жить в Марбелье и умер там 4 ноября 2007 года, спустя три недели после смерти жены.

## Избранная фильмография
| - 1986 — Сохранить мечту — Эмма Харт (ТВ) - 1984 — Женский характер — Эмма Харт (ТВ) - 1982 — Свидетель обвинения (фильм) — медсестра Плимсолл (ТВ) - 1969 — Мотыльки на ветру — Элизабет Брендон - 1967 — Казино «Рояль» — Агент Мими / леди Фиона Мактерри - 1966 — Глаз дьявола — Кэтрин де Монфокон - 1965 — Свадьба на скалах — Валери Эдвардс - 1964 — Ночь игуаны — Ханна Джелкс - 1964 — Меловой сад — мисс Мадригал - 1961 — Невинные — мисс Гидденс - 1960 — Трава зеленее — леди Хилари Райолл - 1960 — На закате дня (Бродяги) — Ида Кармоди - 1959 — Возлюбленный язычник — Шейла Грэм - 1959 — Путешествие — Леди Дайана Эшмор - 1958 — За отдельными столиками — Сибил Рейлтон-Белл - 1958 — Здравствуй, грусть! — Анна Ларсен - 1957 — Незабываемый роман — Терри Маккей - 1957 — Бог знает, мистер Аллисон — сестра Анджела | - 1956 — Чай и симпатия — Лора Рейнольдс - 1956 — Король и я — Анна Леонуэнс - 1955 — Конец романа — Сара Майлз - 1953 — Отныне и во веки веков — Карен Холмс - 1953 — Идеальная жена — Эффи - 1953 — Юлий Цезарь — Порция - 1953 — Малышка Бесс — Кэтрин Парр - 1952 — Узник крепости Зенда — принцесса Флавия - 1951 — Камо грядеши — Лигия - 1950 — Копи царя Соломона — Элизабет Кёртис - 1949 — Эдвард, мой сын — Эвелин Боулт - 1947 — Рекламисты — Кэй Дорренс - 1947 — Чёрный нарцисс — сестра Клода - 1946 — Я вижу незнакомца — Брайди Куилти - 1945 — Совершенные незнакомцы — Кэтрин Уилсон - 1943 — Жизнь и смерть полковника Блимпа — Эдит Хантер / Барбара Уинн / Анджела «Джонни» Кэннон - 1941 — Майор Барбара — Дженни Хилл - 1940 — Контрабанда — Бит (сцены удалены) |

## Награды
- Оскар 1994 — «Почётная премия»
- Золотой глобус 1957 — «Лучшая актриса в комедии или мюзикле» («Король и я»)